# Cápák között (hatodik évad)
A Cápák között című üzleti show-műsor hatodik évada a megszokott időpont helyett korábban, 2023 szeptember 3-án  indult az RTL-en. Ez az évad a korábbiaknál sokkal rövidebb volt, csak 5 epizódból állt. 

## Cápák és műsorvezető

### Cápák
Az előző évadhoz képest változás történt a cápák között. Balogh Péter, Balogh Levente és Moldován András mellé két új cápa érkezett. Tomán Szabina és Lakatos István már nem szerepelt cápaként ebben az évadban, helyüket Orbók Ilona és Varga Eszter foglalta el. 

### Műsorvezető
A műsorvezető személye az első évad óta változatlan, a műsorvezető ebben az évadban is Kovalcsik Ildikó (Lilu) volt. 

## Befektetések
A műsorban a cápák közé különböző ajánlatokkal érkeznek a szereplők, akik egy pitch keretében mutatják be az ötletüket vagy vállalkozásukat. A cápák ezt követően ajánlatot tesznek amit a vállalkozó vagy elfogad vagy elutasít.
A cápák és a vállalkozók a műsorban csak ígéretet tesznek a befektetés megvalósulására, viszont előfordulhat, hogy végül a befektetés nem történik meg.

### A cápák ajánlatai
A cápa nem tett ajánlatot.
     Befektetést kapott a cápától.
     A műsorban nem kapott befektetést a cápától csak a műsor után.
     A kapott ajánlatot elutasította, vagy a cápa visszavonta az ajánlatát.
     A teljes ajánlathoz további cápák csatlakozására lett volna szükség, így a befektetés nem valósult meg.
     Ingyenes támogatást kapott.
| Epizód       | Cég/Termék       | Cég/Termék kategóriája | Cápák          | Cápák       | Cápák        | Cápák        | Cápák           |
| Epizód       | Cég/Termék       | Cég/Termék kategóriája | Balogh Levente | Orbók Ilona | Balogh Péter | Varga Eszter | Moldován András |
| ------------ | ---------------- | ---------------------- | -------------- | ----------- | ------------ | ------------ | --------------- |
| 1.           | Simon's Burger   | Gyorsétteremlánc       |                |             |              |              |                 |
| 1.           | Shelby Rent      | Autókölcsönzés         |                |             |              |              |                 |
| 2.           | Pets Up          | Állattartás            |                |             |              |              |                 |
| 2.           | Forever Bracelet | Ékszer                 |                |             |              |              |                 |
| 3.           | Molin AI         | Technológia            |                |             |              |              |                 |
| Online Pitch | Napi Számláló    | Oktatás                |                |             |              |              |                 |
| 4.           | Fóliás Juci      | Kereskedelem           |                |             |              |              |                 |
| 4.           | Connectini       | Technológia            |                |             |              |              |                 |
| 5.           | Pomodorini       | Élelmiszer             |                |             |              |              |                 |
| 5.           | Dental Rituals   | Egészségügy            |                |             |              |              |                 |
| 5.           | OrbitalChamp     | Technológia            |                |             |              |              |                 |

## Exkluzív online pitch
Az 5. évad után a 6. évadban is folytatódtak az online pitchek. Az RTL.hu online felületen lehetett követni az Exkluzív online pitch-eket. Ezek keretében vasárnaponként elérhetővé vált néhány, a televíziós adásokból kimaradt pitch teljes egészében. 

## Nézettség
Az évad legmagasabb nézettsége.
     Az évad legalacsonyabb nézettsége.
| Adás    | Sugárzás             | Idősáv         | Teljes lakosság (4+) | Teljes lakosság (4+) | Teljes lakosság (4+) | Célközönség (18-49) | Célközönség (18-49) | Célközönség (18-49) | Csatorna | Forrás |
| Adás    | Sugárzás             | Idősáv         | AMR                  | Arány (AMR%)         | Heti helyezés        | AMR                 | Arány (AMR%)        | Heti helyezés       | Csatorna | Forrás |
| ------- | -------------------- | -------------- | -------------------- | -------------------- | -------------------- | ------------------- | ------------------- | ------------------- | -------- | ------ |
| 1.adás  | 2023. szeptember 3.  | vasárnap 19:00 | 468319               | 5,5                  | 10.                  | 225047              | 6,2                 | 2.                  |          | [ 11 ] |
| 2. adás | 2023. szeptember 10. | vasárnap 19:00 | 351312               | 4,1                  | 15.                  | 150257              | 4,1                 | 7.                  |          | [ 11 ] |
| 3. adás | 2023. szeptember 17. | vasárnap 19:00 | 405836               | 4,8                  | 11.                  | 183584              | 5,1                 | 4.                  |          | [ 11 ] |
| 4. adás | 2023. szeptember 24. | vasárnap 19:00 | 466518               | 5,5                  | 10.                  | 209863              | 5,8                 | 4.                  |          | [ 11 ] |
| 5. adás | 2023. október 1.     | vasárnap 19:00 | 419234               | 5,0                  | 9.                   | 180514              | 5,0                 | 4.                  |          | [ 11 ] |